# 吕梁学院
吕梁学院是位于中國山西省吕梁市离石区的一所公办全日制本科高校。

## 历史沿革
吕梁学院的前身是1978年在吕梁地区汾阳县建立的山西师范学院吕梁师范专科班。1979年，校本部迁到离石县，1984年成立吕梁师范专科学校，1990年易名为吕梁高等专科学校，2010年，中华人民共和国教育部同意吕梁高等专科学校升格为本科层次的吕梁学院。
2021年，山西省人民政府同意吕梁学院的离石师范分校、汾阳师范分校与吕梁教育学院合并组建职业技能型的高等院校吕梁师范高等专科学校。2022年4月，该校正式脱离吕梁学院挂牌成立。

## 校园环境
2007年，吕梁高等专科学校开始扩建校园。

## 争议事件
2012年，吕梁学院的校园内曾发生物理系主任在校内被暴力杀害的事件，在吕梁引起轰动。2016年，该校开设的地下室餐厅又因消防安全隐患突出，被主管机关查封，承办方和监管方无视学生人身和食安的作为引起了一些媒体热议。